# Breege
Breege er en by og kommune i det nordøstlige Tyskland, beliggende under Landkreis Vorpommern-Rügen på øen Rügen. Landkreis Vorpommern-Rügen ligger i delstaten Mecklenburg-Vorpommern. Kommunen består af landsbyerne Breege, Juliusruh, Kammin, Lobkevitz and Schmantevitz.
- Wikimedia Commons har flere filer relateret til Breege